# Марко Санудо
Марко Санудо (на италиански: Marco Sanudo, † 1227) е венециански благородник и първи владетел на Херцогство Наксос (Херцогство Архипелагос) от 1207 до 1227 г. Санудо е племенник на дожда на Венецианската Република - Енрико Дандоло. Син е на Забарела Дандоло и Пиетро Санудо. Той участва в Четвъртия кръстоносен поход и завоюването на Константинопол през 1204 г. в състава на венецианския контингент, воден от Дандоло. Отличава се в превземането на Зара на далматинския бряг.

## Завоюването на Цикладите
През 1207 г. начело на флот от осем венециански галери, Марко Санудо пристига на остров Наксос и го завладява за няколко седмици, въпреки съпротивата на Византия и генуезките пирати. Марко Санудо основава Херцогството Наксос (или Архипелагос) и се провъзгласява за негов херцог и васал на Хенрих Фландърски, владетелят на Латинската империия. За своя столица избира главния град Наксос, където започва изграждането на внушителна крепост.
През 1206 г.- 1207 г. Санудо продължава с експанзията и завлядва всички по-големи острови на Цикладите - Наксос, Парос, Антипарос, Милос, Сифнос, Китнос, Иос, Аморгос, Кимолос, Сикинос, Сирос и Фолегандрос. Останалите острови са дадени като владения на негови близки и роднини - венециански благородници и рицари, участвали в IV Кръстоносен Поход. Неговият братовчед Марино Дондало става владетел на Андрос. Братятя Андрея и Джерамая Гизи стават господари на Тинос, Миконос и Спорадите, Пиетро Джустиниани и Доменико Микаели си поделят Кея и Серифос, Джакобо Бароззи става владетел на Санторини (Тира и Тирасия), Леонардо Фосколо взима Анафи, а Джовани Куерини - Астипалея. Някои от венецианските барони се подчиняват на Санудо, а други директно на Латинската Империя. В 1210 году император Хенрих Фландърски провозгласява Санудо за наследствен владетел на херцогство Архипелагос (Duca dell' Arcipelago). Той управлява цели 20 г., като поставя началото на династията Сандуо.

## Въстанието в Кандия
През 1212 г. на Крит (Кандия) избухва първото въстание на местното гръцко население срещу венецианското господство. Бунтът скоро обхваща обширни части от източната част на острова и на помощ на губернатора- Джакомо Тиеполо е извикан Марко I Санудо. Първоначално Сандуо участва в потушаването на бунта, но впоследствие херцога на Наксос решеава да завладее острова за себе си и се обръща срещу Тиеполо. С помощта на местния архонт Себастос Скордилидис и местното население Санудо овладява основната крепост Кандия, а губернатора е принуден да се спасява преоблечен като жена в крепостта Теменос. Пристигането на флота на Венеция позволява на Тиеполо да си върне контрола върху Кандия, а със Санудо е договорено да напусне острова срещу пари и провизии. Заедно с него за Наксос заминават и 20 гръцки благородници, които са били на негова страна по време на въстанието.

## Походът срещу Смирна
През 1213 г. флотът на Марко Санудо атакува византийското пристанище Смирна в Мала Азия в подкрепа на император Хенрих Фландърски, който по това време воюва с Никейската империя. Въпреки че венецианците овладяват за кратко града и околностите му, императора на Никея - Теодор I Ласкарис с тридесет кораба разбива флота на Санудо, а самия херцог на Наксос попада в плен. Благодарение на своя чар, интелект и характер, Санудо успява да спечели благоразположението на Ласкарис, който му дава сестра си за съпруга. През 2014 г. между Латинската Империя и Никея е сключен мирен договор, скрепен с династичен брак между племенницата на Хенрих Фландърски и Теодор I Ласкарис.

### Династия Санудо
- 1207-1227 Марко I Санудо
- 1227-1262 Анджело Санудо, син
- 1262—1303 Марко II Санудо, син
- 1303-1323 Гулелмо I Санудо, син
- 1323-1341 Николо I Санудо, син
- 1341-1361 Джовани I Санудо, брат
- 1361-1371 Фиоренца I Санудо, дъщеря
- 1371-1383 Николо III Карчери, син на Фиоренца от първия брак с Джовани дале Карчери
- 1383 Фиоренца II Санудо